# スーパーFJ

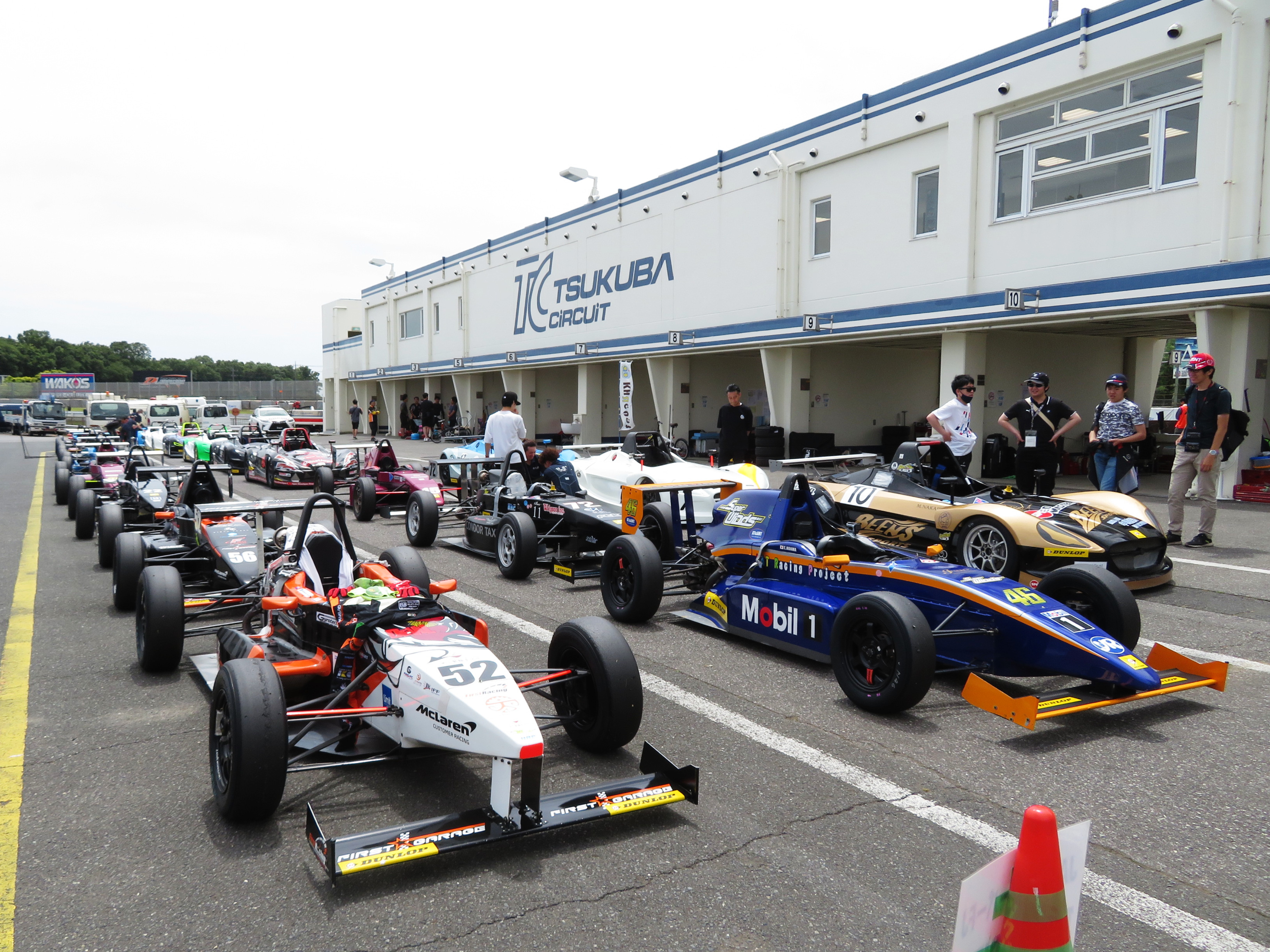
スーパーFJ地方選手権 筑波/富士シリーズに出走するマシン
（2023/05/28 筑波サーキット）

スーパーFJ（スーパーエフジェイ）は、日本のフォーミュラカーレースのカテゴリー名。2007年より、FJ1600に代わる新シリーズとして開催されている。いわゆるジュニア・フォーミュラに属する。

## 概要

### 成り立ち
初級者用フォーミュラとして1980年にスタートしたFJ1600ではあったが、使用していたエンジンである富士重工業製の水平対向 EA71型（スバル・レオーネ用）の生産終了から10数年を経て、レースに耐えうるエンジンの確保が困難になってきた（既にクランク等、新品の部品の在庫がないパーツも出てきており、大幅なオーバーホールは困難であるとのこと）。このため、次世代の初級者用フォーミュラとして新たなカテゴリーの必要性が叫ばれるようになり、この声を受けて日本自動車連盟（JAF）が新たに設置したカテゴリーが本カテゴリーである。
2007年から2009年までの3年間はFJ1600とスーパーFJが「JAF地方選手権」として並行して開催されたが、2010年からはFJ1600のJAF地方選手権は廃止され、スーパーFJへと一本化された。しかしながら、当時は中古FJ1600やメンテナンスガレージにおけるレンタル等も豊富であるため、既存のエントラントやメンテナンスガレージの間ではエントリーに二の足を踏んでいる状況にあると言われた。一方で「エンジンの供給が困難である以上、いずれスーパーFJへの移行は避けられない」との認識もメンテナンスガレージの間で広がり、各エントラント・ガレージ単位で順次移行していった。実際筑波サーキットなど一部のサーキットでは2010年以降もFJ1600のシリーズを独自に開催していたが、エントラント減少により開催が徐々に困難となり、2013年頃までにスーパーFJへの移行がほぼ完了している。

### FJ1600との相違点
FJ1600においては、コストの低減を目的として、前後ウィングが採用されなかったが、スーパーFJにおいては、早期からのウィング付きフォーミュラの特性を習熟させ、上位カテゴリーへのステップアップを容易にさせることを目的として、前後にウィングを採用している。
エンジンは2代目ホンダ・フィット等に搭載されていたL15A型を採用。排気量は1,500ccと従来より100cc少なくなるが、ベースとなるエンジンの基本設計の新しさなどにより、性能的には従来とほぼ変わらないものとなるとアナウンスされている。実際にはレギュレーションの範囲内で目いっぱいチューニングを施しても80馬力前後がやっとだったEA71エンジンよりも、約100～120馬力と大幅にパワーが上がっている。

### シリーズ
2007年はJAF地方選手権シリーズとして、ツインリンクもてぎ全4戦・筑波サーキット全4戦・鈴鹿サーキット全5戦・岡山国際サーキット全3戦の4カ所に於いてシリーズ開催が予定された。尚、鈴鹿以外の3カ所においてはFJ1600と混走とし、鈴鹿のみスーパーFJ単独レースを開催した。エントラント数により開催が成立しない可能性もJAFによりアナウンスされており、結局筑波シリーズが全戦不成立となるなど一部では事前に危惧されたエントリー不足が現実のものとなったが、それ以外は鈴鹿シリーズが一戦減って全4戦となった程度で、シリーズ初年度としてはまずまずの出足を見せた。
同年12月23日には鈴鹿サーキットで、FJ1600との混走で「FJ日本一決定戦」が開催されたが、ここではスーパーFJ勢が1〜4位を独占、上位10台中8台をスーパーFJが占めるなど、性能面でのスーパーFJ優位が如実に現れる形となった。
2009年からは前述の4サーキットに加え富士スピードウェイでもシリーズがスタート。2010年からはさらに東北シリーズ（スポーツランドSUGO・仙台ハイランド）とオートポリスが加わり、2006年までの旧FJ1600と同様の7シリーズ・8サーキット体制となった。2022年現在は、もてぎ＆SUGO/富士/鈴鹿/オートポリスの地方選手権4シリーズ、富士及び岡山でのノンタイトル戦に加え、鈴鹿を除く各シリーズから1戦ずつをピックアップした「ジャパンチャレンジ」、年末恒例の「日本一決定戦」といったシリーズ構成となっている。
一時は韓国でも、スーパーFJのシャシーに現代自動車のエンジンを搭載した独自のフォーミュラカーシリーズの発足が計画されていたが、2015年現在は企画倒れに終わっている（詳細はインジェ・スピーディウムを参照）。

## スペック

### 統一規格
- エンジン：直列4気筒 SOHC 1,500cc（ホンダ L15A）
- パワー：約120PS（2007年〜2016年：軽度のチューニングを施したもの、2017年〜：市販品から改造は認められない）
- ミッション：Hパターン 5速ドグミッション（戸田レーシング TODA S-FJ）
- フレーム：鋼管スペースフレーム
- ヘッドプロテクター：ヘッド／サイドパッド方式を採用
- 前後ウイング：断面プロフィールを統一したウイングを装備
- 最低地上高：50mm
- タイヤ：ダンロップ（住友ゴム工業、2007年 - 2009年/2022年[4] - ）、ADVAN（横浜ゴム、2010年 - 2021年） ※いずれもワンメイク

### 車両一覧
- WEST11J

コンストラクター：ウエストレーシングカーズ
全長：3,810mm
全幅：1,640mm
全高：1,010mm
ホイルベース：2,350mm
フロントトレッド：1,460mm
リアトレッド：1,440mm
重量：425kg
価格：4,095,000円（消費税込）（2013年9月時点）
- R&D RD10V

コンストラクター：東京R&D レース事業部
全長：3,836mm
全幅：1,684mm
全高：1,010mm
ホイルベース：2,350mm
フロントトレッド：1,474mm
リアトレッド：1,463mm
重量：422kg
価格：4,791,798円-（消費税込）（2013年9月時点）
- MYST KK-S

コンストラクター：自動車工房MYST
全長：3,624mm
全幅：1,684mm
全高：1,012mm
ホイルベース：2,320mm
フロントトレッド：1,498mm
リアトレッド：1,503mm
重量：428kg
価格：3,853,500円-（消費税込）